# Локателли, Томас
Томас Локателли (итал. Tomas Locatelli; родился 9 июня 1976 года) — итальянский футболист, полузащитник, экс-игрок национальной сборной Италии. Сыграл более 200 игр в высшем дивизионе Италии.

## Клубная карьера
Локателли начал свою карьеру в клубе серии А, «Аталанте», воспитанником которой также является. Томас дебютировал за клуб 2 апреля 1994 года, в матче с «Удинезе».
После одного сезона в Бергамо, Локателли был продан «Милану» в 1995 году. В столице Локателли сыграл только 10 матчей, тем не менее, выиграв серии А. Также Томас дебютировал в Лиге Чемпионов УЕФА, 30 октября 1996 года, в матче против «Гётеборга» (4:2), где также отличился голом. В 1997 году игрок перешел в «Удинезе», а затем, в 2000 году в «Болонью».